# امیرعلی امیری
امیرعلی امیری نظامی ارشد و سیاستمدار اهل ایران است. امیری از یاران نزدیک محسن رضایی و از حامیان سیاسی محمدباقر قالیباف است که مسئولیت‌های متعددی در احزاب و رسانه‌های اقماری وابسته به محسن رضایی برعهده داشته است. امیری قبل از ورود به سیاست، جانشین فرمانده نیروی انتظامی در دوران فرماندهی قالیباف بود.
امیرعلی امیری پس از خروج از خدمت نظامی در سال ۱۳۸۲، همزمان با پیوستن به تحریریهٔ وبگاه بازتاب و برعهده گرفتن مسئولیت شورای سیاست‌گذاری آن، دبیرکل یک ائتلاف انتخاباتی به نام ائتلاف خدمتگزاران مستقل ایران اسلامی شده و وارد رقابت‌های هفتمین انتخابات مجلس شد. او در فهرست انتخاباتی حزب اعتدال و توسعه نیز قرار داشت اما قادر به ورود به مجلس نشد. امیری در سومین انتخابات شوراها، به عنوان عضو علی‌البدل شورای اسلامی شهر تهران انتخاب شد.  او در نهمین انتخابات ریاست‌جمهوری، رئیس ستاد انتخاباتی محسن رضایی بود. در هشتمین انتخابات مجلس، رئیس ستاد انتخاباتی ائتلاف فراگیر اصول‌گرایان — ائتلاف انشعابی از جبهه متحد اصول‌گرایان و به رهبری رضایی، لاریجانی و قالیباف — شد و در عین حال، دبیر یک ائتلاف دیگر به نام «جبههٔ اتحاد ملی» نیز بود. پس از توقیف وبگاه بازتاب، اقدام به راه‌اندازی وبگاه تابناک نمود و مدتی نیز خودش مدیرمسئول وبگاه بود. با پایه‌گذاری حزب توسعه و عدالت ایران اسلامی در آذر ۱۳۸۶، به عنوان قائم‌مقام دبیرکل حزب انتخاب شد و یک سال بعد، رئیس دفتر سیاسی حزب نیز شد. همچنین در نخستین کنگره حزب، به عضویت شورای مرکزی درآمده و رئیس شورای مرکزی حزب شد. امیری در دهمین انتخابات ریاست‌جمهوری، رئیس ستاد انتخاباتی حزب مبتوع خود و رئیس ستاد انتخاباتی محسن رضایی در استان تهران بود. وی از هنگام تشکیل جبهه ایستادگی ایران اسلامی، دبیر شورای عالی این ائتلاف نیز بوده‌است.

## تاریخچه انتخاباتی
| سال  | انتخابات          | رأی     | ٪    | رتبه | نتیجه | منبع   |
| ---- | ----------------- | ------- | ---- | ---- | ----- | ------ |
| ۱۳۸۲ | مجلس شورای اسلامی | ؟       | ؟    | ؟    | شکست  |        |
| ۱۳۸۵ | شورای اسلامی شهر  | ۱۶۰٬۹۳۴ | ۹٫۷۱ | ۱۹اُم | شکست  | [ ۲۱ ] |